# رينيه بارجافيل
رينيه بارجافيل (بالفرنسية: René Barjavel) كاتب وصحفي فرنسي، ولد في 24 يناير عام 1911 بنيون (دروم ) وتوفي في 24 نوفمبر 1985 بباريس. عُرف برواياته التي تهتم بالمستقبل أي روايات الخيال العلمي والروايات الخيالية التي عبر فيها عن ألمه عن عدم قدرة الإنسان في السيطرة على التكنولوجيا.

## أعماله

### روايات
- 1934: Colette à la recherche de l'amour
- 1942: Roland, le chevalier plus fort que le lion
- 1943: Ravage[الفرنسية]
- 1943: Le Voyageur imprudent[الفرنسية]
- 1946: Tarendol[الفرنسية]
- 1948: Le diable l'emporte[الفرنسية]
- 1957: Jour de feu
- 1962: Colomb de la lune[الفرنسية]
- 1968: La Nuit des temps[الفرنسية]
- 1969: Les Chemins de Katmandou[الفرنسية]
- 1973: Le Grand Secret[الفرنسية]
- 1974: Les Dames à la licorne[الفرنسية]
- 1977: Les Jours du monde
- 1981: Une rose au paradis[الفرنسية]
- 1982: La Tempête[الفرنسية]
- 1984: L'Enchanteur[الفرنسية]
- 1985: La Peau de César[الفرنسية]

### حكايات، قصص قصيرة
- 1945: La Fée et le soldat
- 1946: Les Enfants de l'ombre
- 1974: Le Prince blessé
- 1974: Béni soit l'atome et autres nouvelles

### قصص السيرة الذاتية
- 1951: Journal d'un homme simple
- 1980: La Charrette bleue

### سجلات
- 1972: Les Années de la lune
- 1975: Les Années de la liberté
- 1976: Les Années de l'homme

### ألبومات
- 1953: Collioure
- 1974: Brigitte Bardot, amie des animaux
- 1978: Les Fleurs, l'Amour, la Vie

### مقالات
- 1944: Cinéma total (مقالات عن الأشكال المستقبلية للسينما)
- 1966: La Faim du tigre[الفرنسية]
- 1976: Si j'étais Dieu...
- 1978: Lettre ouverte aux vivants qui veulent le rester
- 1986: Demain le paradis (لم ينتهِ، ونشر بعد وفاته)

### حوارات أفلام
- 1952: Le Petit Monde de don Camillo[الفرنسية]
- 1953: Le Retour de don Camillo[الفرنسية]
- 1954: Le Mouton à cinq pattes[الفرنسية]
- 1961: Don Camillo Monseigneur[الفرنسية]
- 1965: Don Camillo en Russie[الفرنسية]
- 1971: Don Camillo et les Contestataires[الفرنسية]

## روابط خارجية
- رينيه بارجافيل على موقع IMDb (الإنجليزية)
- رينيه بارجافيل على موقع ألو سيني (الفرنسية)
- رينيه بارجافيل على موقع أول موفي (الإنجليزية)
- رينيه بارجافيل على موقع قاعدة بيانات الأفلام السويدية (السويدية)
- رينيه بارجافيل على موقع قاعدة بيانات الفيلم (الإنجليزية)
- رينيه بارجافيل على موقع كينوبويسك (الروسية)